# Лависс, Эрнест
Э́рнест Лави́сс (фр. Ernest Lavisse, 17 декабря 1842 — 18 августа 1922) — французский историк; член Французской академии. 

## Биография
Эрнест Лависс окончил Высшую нормальную школу, работал учителем лицея в Нанси, затем в Париже, был заместителем Фюстель де Куланжа по кафедре истории средних веков в Парижском словесном факультете, позже — профессор новой истории. К истории Пруссии относятся его труды: «La Marche de Brandebourg sous la dynastie ascanienne» (1875), «Études sur l’histoire de Prusse» (П., 1879), «La jeunesse du grand Frédéric» (Париж, 1891), «Le grand Frédéric etc.» (Париж, 1893) «Trois Empereurs d’Allemague: Guillaume I-er, Frédéric III, Guillaume II» (П., 1888). По средневековой истории Франции и Германии Лависс поместил ряд статей в «Revue des Deux Mondes».
Вместе с Альбером Дюмоном и Луи Лиаром Лависс работал над реформой высшего образования во Франции, восставал против тяжести экзаменов, стоял за учреждение во Франции университетов в германском смысле слова, горячо поддерживал студенческие общества, организованные в Париже, Лионе, Бордо, Монпелье и других городах. Его педагогические труды собраны в трёх книгах: «Questions d’enseignement national» (П., 1885), «Études et étudiants» (П., 1890) и «A propos de nos écoles» (П., 1895).
Большой успех имели его учебно-исторические книги. Его предисловие к «Исторической географии» Фримана издано отдельно под заглавием: «Vue générale de l’histoire politique de l’Europe» (1890; переведено на русский язык). Вместе с Рамбо он стоял во главе большого издания по всеобщей истории: «Histoire générale du IV siècle à nos jours», выходившего выпусками с 1893 года; общий план его был выработан редакторами, а отдельные главы писали различные специалисты. Книги Лависса и его университетские курсы сделали его популярным среди молодёжи; он был выбран председателем association des étudiants de France.